# Stony Creek (Melbourne)
Der Stony Creek ist ein Bach im Süden des australischen Bundesstaates Victoria. Er durchfließt die westlichen Vororte von Melbourne, St. Alban, Albion, Sunshine, Braybrook, Tottenham, Brooklyn, Kingsville und Yarraville.
Zurzeit(Februar 2011) ist es um den Oberlauf des Stony Creek unter Umweltaspekten schlecht bestellt; man kann ihn in diesem Bereich am besten als Regenwasserablauf charakterisieren. Auf dem größten Teil seines Weges durch Sunshine verläuft er im Untergrund und kommt erst bei Hill Reserve wieder ans Tageslicht. Sein weiterer Lauf führt durch stark industrialisiertes Gebiet; dort ist er aber von Bäumen gesäumt.
Der Stony Creek mündet bei Yarraville unter der West Gate Bridge in den Yarra River. Der Mündungsbereich heißt Stony Creek Backwash und ist von Mangroven eingesäumt.